# Christian Mendoza
Christian Mendoza (nacido en 1987) es un cantante y compositor filipino que reside en Copenhague (Dinamarca). En este país europeo es muy famoso y conocido por sus exitosas canciones. Christián ganó con el 57% del voto total contra Mirza Radonjica, en una competencia de talentos juveniles.

## Canciones
- Tapa 30:
- Tapa 10: When a Man Loves a Woman de Percy Sledge.
- Tapa 9: She's A Bad Mama Jama de Carl Carlton.
- Tapa 8: Take on Me por A-ha.
- Tapa 7: Smuk Som Et Stjerneskud' de los Olsen Brothers.
- Tapa 6: You Are the Sunshine of My Life de Stevie Wonder.
- Tapa 5: For Once in My Life por Frank Sinatra.
- Tapa 4: White Christmas de Bing Crosby.
- Tapa 4: Yesterday por The Beatles.
- Tapa 3: The Greatest Love of All de Whitney Houston.
- Tapa 3: Rise and Fall de Craig David y Sting.
- Final magnífico: Mystery To Me
- Final magnífico: She's A Bad Mama Jama de Carl Carlton.
- Final magnífico: Baby Girl por B2K.

## Discografía

### Álbumes
- Can't Break Me... (2004)

### Sencillos
- Mystery To Me (2003)
- It's All About You (2004)